# Mount Kent-Urquhart
Mount Kent-Urquhart är ett berg i Kanada.   Det ligger i provinsen British Columbia, i den sydvästra delen av landet, 3 700 km väster om huvudstaden Ottawa. Toppen på Mount Kent-Urquhart är 1 802 meter över havet, eller 678 meter över den omgivande terrängen. Bredden vid basen är 10,9 km.
Terrängen runt Mount Kent-Urquhart är huvudsakligen bergig, men österut är den kuperad.Trakten runt Mount Kent-Urquhart är nära nog obefolkad, med mindre än två invånare per kvadratkilometer.. Det finns inga samhällen i närheten.
I omgivningarna runt Mount Kent-Urquhart växer i huvudsak barrskog.